# Millwood (Washington)
Millwood az Amerikai Egyesült Államok északnyugati részén, Washington állam Spokane megyéjében elhelyezkedő város. A 2010. évi népszámlálási adatok alapján 1786 lakosa van.
Az 1927. október 26-án (a Tacomai Közkönyvtár adatbázisa alapján 27-én) városi rangot szerző Millwood nevét a helyi fűrésztelepről kapta. A Spokane–Coeur d’Alene Electric Railway 1900-ban nyitotta meg Woodard’s állomását (a földtulajonos Woodard család után). Az Inland Empire Paper Company üzemének megnyitásakor a cég kérte a név Milltownra történő módosítását, azonban a vasúttársaság a névcserét csak a Woodard család beleegyezésével volt hajlandó végrehajtani; a mai Millwood név köztes megoldásként, a két változat összevonásával keletkezett.
A városközpontban fekvő Rosebush House szerepel a történelmi helyek listáján.

## Éghajlat
A térség nyarai melegek (de nem forróak); a város éghajlata meleg nyári mediterrán (a Köppen-skála szerint Csb).
| Hónap                         | Jan.  | Feb.  | Már.  | Ápr.  | Máj. | Jún. | Júl. | Aug. | Szep. | Okt.  | Nov.  | Dec.  | Év    |
| ----------------------------- | ----- | ----- | ----- | ----- | ---- | ---- | ---- | ---- | ----- | ----- | ----- | ----- | ----- |
| Rekord max. hőmérséklet (°C)  | 16,7  | 17,2  | 22,8  | 32,2  | 35,6 | 41,1 | 42,6 | 42,2 | 36,7  | 30,6  | 20,6  | 15,6  | 42,6  |
| Átlagos max. hőmérséklet (°C) | 1,1   | 4,4   | 9,4   | 13,9  | 19,4 | 23,3 | 28,3 | 28,3 | 22,8  | 14,4  | 5,6   | 0,0   | 14,3  |
| Átlagos min. hőmérséklet (°C) | −3,9  | −3,3  | 0,0   | 2,8   | 6,7  | 10,0 | 13,3 | 13,3 | 8,3   | 2,8   | −1,1  | −5,0  | 3,7   |
| Rekord min. hőmérséklet (°C)  | −34,4 | −31,1 | −23,3 | −10,0 | −4,4 | 0,6  | 2,8  | 1,7  | −5,6  | −13,9 | −29,4 | −31,7 | −34,4 |
| Átl. csapadékmennyiség (mm)   | 45    | 35    | 41    | 33    | 41   | 32   | 16   | 15   | 17    | 30    | 58    | 58    | 421   |
| Forrás: The Weather Channel   |       |       |       |       |      |      |      |      |       |       |       |       |       |

## Népesség
A 2010-es népszámláláskor a városnak 1786 lakója, 751 háztartása és 467 családja volt. A népsűrűség 992,2 fő/km2. A lakóegységek száma 793, sűrűségük 440,6 db/km2. A lakosok 94,4%-a fehér, 0,6%-a afroamerikai, 1,3%-a indián, 1,1%-a ázsiai, 0,3%-a a Csendes-óceáni szigetekről származik, 0,6%-a egyéb, 1,7%-a pedig kettő vagy több etnikumú. A spanyol vagy latino származásúak aránya 1,9% (1,3% mexikói, 0,2% Puerto Ricó-i,  0,4% egyéb spanyol vagy latino származású.)
A háztartások 30,2%-ában élt 18 évnél fiatalabb. 46,2% házas, 11,2% egyedülálló nő, 4,8% egyedülálló férfi, 37,8% pedig nem család. 31,2% egyedül élt; 10,8%-uk 65 éves vagy idősebb. Egy háztartásban átlagosan 2,37 személy élt; a családok átlagmérete 2,94 fő.
A medián életkor 40,1 év volt. A város lakóinak 22,6%-a 18 évesnél fiatalabb, 7,3% 18 és 24 év közötti, 27,5%-uk 25 és 44 év közötti, 29,6%-uk 45 és 64 év közötti, 13%-uk pedig 65 éves vagy idősebb. A lakosok 49,8%-a férfi, 50,2%-a pedig nő.

## Fordítás
Ez a szócikk részben vagy egészben  a   Millwood, Washington című angol Wikipédia-szócikk ezen változatának fordításán alapul.  Az eredeti cikk szerkesztőit annak laptörténete sorolja fel. Ez a jelzés csupán a megfogalmazás eredetét és a szerzői jogokat jelzi, nem szolgál a cikkben szereplő információk forrásmegjelöléseként.